# كيفن رايس
كيفن رايس (13 يناير 1965 في المملكة المتحدة - )  (بالإنجليزية: Kevin Rice)‏ هو لاعب كريكت بريطاني. لعب مع Devon County Cricket Club ‏.

## وصلات خارجية
- كيفن رايس على موقع إي آس بي آن كريك إنفو (الإنجليزية)